# Tappeto azero

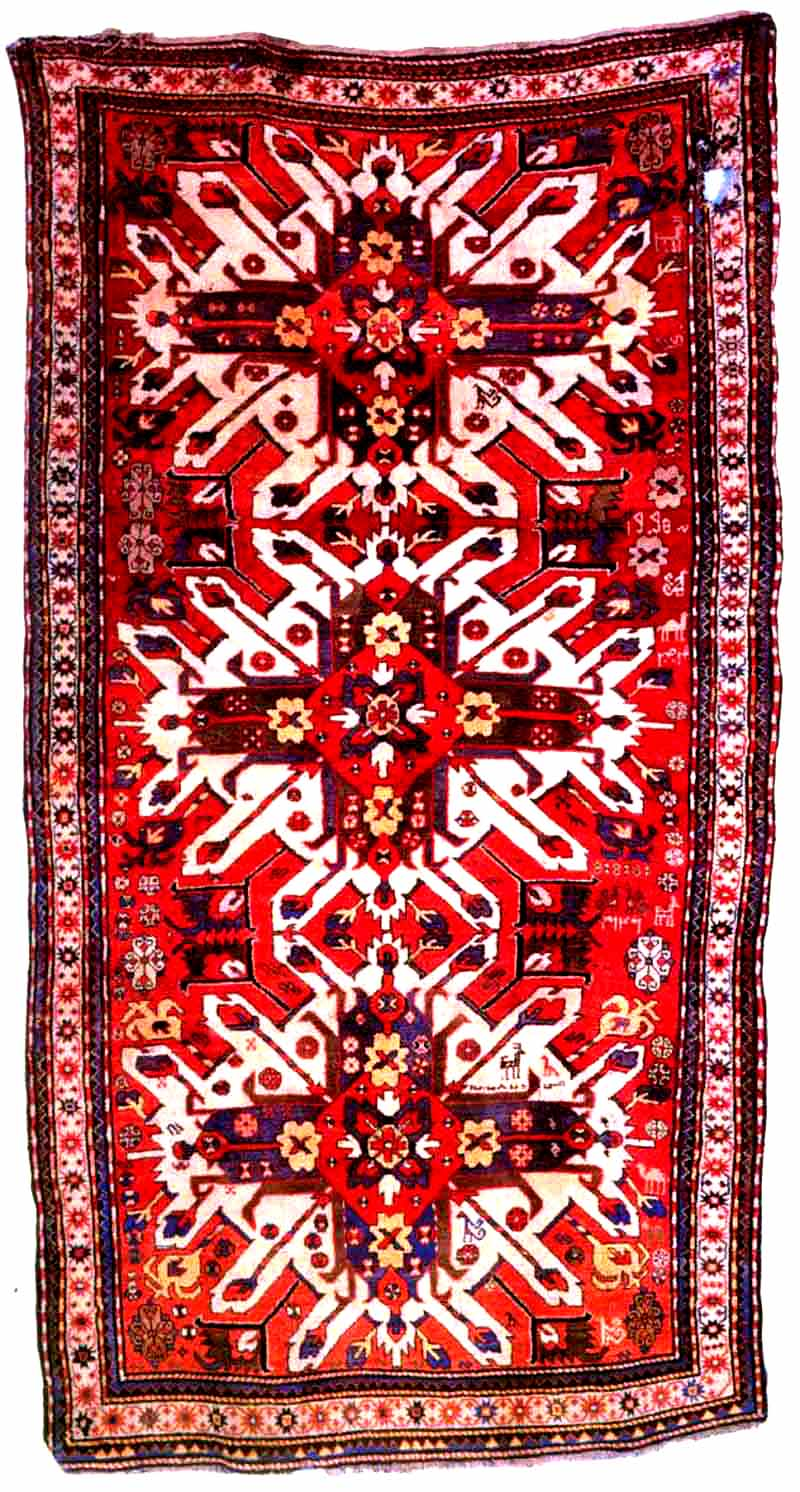
Tappeto Chelebi. Scuola di Karabakh. XVIII secolo. Museo statale di tappeti e arti applicate dell'Azerbaigian (Baku)

I tappeti azeri sono tappeti tradizionali realizzati a mano in Azerbaigian; si presentano in diverse dimensioni e colori, con una trama fitta e con poco o nessun pelo.
Tra i tappeti dell'Azerbaigian sono inclusi quelli delle scuole di Baku, Gəncə, Qazax, Şirvan, Şamaxı, Karabakh, Quba, Ardabil e Tabriz. La maggior parte delle fonti occidentali, tra cui le enciclopedie "iranica" e "britannica", tende a classificare i tappeti prodotti nell’Azerbaigian persiano come tappeti persiani (iraniani), mentre quelli realizzati in Azerbaigian e in altre aree abitate da azeri, come Armenia, Georgia e Daghestan, sono generalmente identificati come tappeti caucasici.
Secondo la classificazione adottata prima in Unione Sovietica e successivamente anche in Azerbaigian, questi tappeti rientrano nella categoria dei tappeti orientali.
L'enciclopedia "Iranica" rileva che, nel XIX secolo, nel Caucaso, la produzione di tappeti era particolarmente diffusa nella Transcaucasia, abitata da popolazioni turche, oggi identificate con l'Azerbaigian. In confronto, le tessiture di tappeti provenienti da altre regioni e nazioni risultavano meno rilevanti.
Come ha scritto John F. Pyle, “i tessitori di tappeti caucasici seguivano generalmente le tecniche e le tradizioni persiane, ma tendevano a utilizzare motivi ornamentali più marcati ed espressivi”. P. R. J. Ford, nello studio della storia e delle decorazioni tradizionali dei tappeti orientali, osserva che "sebbene oggi i tappeti siano prodotti anche in Daghestan, Georgia e Armenia, l'Azerbaigian resta la vera culla dei tappeti caucasici, e l'influenza dell’arte e delle competenze dei tessitori azeri si percepisce in tutto il Caucaso". Anche il ricercatore russo M.D. Isaev ha sottolineato che, a cavallo tra il XIX e il XX secolo, la tessitura dei tappeti era concentrata prevalentemente in Azerbaigian. Lo storico americano Ronald Suny osserva che la produzione di tappeti è uno dei mestieri più antichi dell'Azerbaigian, il quale raggiunse il suo apice nel Medioevo, epoca in cui i tappeti azeri divennero rinomati in diversi paesi dell'Asia e dell'Europa.
La produzione e la tessitura dei tappeti rappresentano una delle forme più antiche e tradizionali di arte decorativa e applicata dell'Azerbaigian.
Alcuni antichi tappeti azeri sono conservati in importanti sedi istituzionali, tra cui la Casa Bianca, il Dipartimento di Stato degli Stati Uniti, e numerosi musei in tutto il mondo, come il Museo statale di tappeti e arti applicate dell'Azerbaigian a Baku, il Metropolitan Museum of Art di New York, il Museum of Fine Arts di Boston, il Philadelphia Museum of Art, il Museo del Louvre di Parigi, il Victoria and Albert Museum di Londra, l'Ermitage di San Pietroburgo, e i Musei Vaticani, tra gli altri.
Nel 2006, con il supporto dell'Ufficio di Mosca dell'UNESCO, è stato pubblicato un CD dal titolo "Tappeti Azeri", contenente 215 immagini, 15 video clip e numerosi articoli sull'arte dei tappeti azeri. Il disco esplora la storia, la tecnologia, le scuole di tessitura azeri, i modelli di tappeti e le collezioni nei musei di tutto il mondo. Nel novembre 2010, l'arte tradizionale della tessitura dei tappeti azeri è stata iscritta nell'elenco del patrimonio culturale immateriale dell'umanità dell'UNESCO.

## Storia

### Medioevo
Con l'inizio del XVI secolo, con la formazione dello stato Safavide e l'ascesa al trono dello Scià Isma'il I, l'arte della tessitura dei tappeti azeri raggiunse una perfezione senza precedenti e assunse un carattere di produzione industriale. I miniaturisti e i calligrafi dell'epoca giocavano un ruolo fondamentale nella formazione della scuola ornamentale azera, che successivamente influenzò profondamente l'arte orientale e creò lo stile distintivo della "scuola di Tabriz".
A partire dalla seconda metà del XVI secolo, nacquero nuovi motivi ornamentali come afshan, leciek-turundj e ghulbendlik nell'Azerbaigian meridionale, successivamente adottati dai tessitori dei tappeti dell'Azerbaigian settentrionale (scuola di Karabakh, Baku, Shirvan). In queste regioni, gli artigiani locali preferivano l'uso di forme geometriche negli ornamenti, in contrasto con lo sfondo vegetativo dei tappeti di Tabriz. Nel XVII secolo, i tappeti e quelli da preghiera di Qazakh, Barda, Muğan e Cəbrayıl divennero molto apprezzati, mentre a partire dalla metà del XVIII secolo, i tappeti di Shamakhi, Shusha e Sheki acquisirono una crescente notorietà. Durante lo stesso periodo, venivano prodotti piccoli tappeti di forma oblunga nel villaggio di Əmircan, vicino a Baku, destinati esclusivamente all'esportazione.

### XIX secolo
All'inizio del XIX secolo, la Transcaucasia fu annessa all'Impero Russo.
Secondo le statistiche, nel 1843 furono prodotti 18.000 tappeti e tappetini nelle sei regioni caspiche dell'Azerbaigian. I tappeti di Shirvan e Quba venivano venduti a Baku, mentre quelli di Qazakh e Ganja erano molto ricercati a Tabriz e Istanbul. Nel 1850 e nel 1857, i tappeti azeri furono premiati nelle prime mostre internazionali tenutesi a Tiflis. I tappeti azeri furono esposti anche alla Mostra Politecnica di Mosca nel 1872 e alla Mostra di tutta la Russia dell'industria e dell'arte nel 1882, dove furono presentati anche i ricami della famosa poetessa azera Khurshidbanu Natavan.
Il rapido sviluppo economico della regione, accompagnato dall'inizio della produzione industriale di petrolio in Azerbaigian alla fine del XIX secolo, influenzò anche la tessitura dei tappeti a Baku e nelle altre regioni dell'Azerbaigian. Sebbene gli armeni fossero presenti tra i mercanti di tappeti, i tessitori azeri dominarono la produzione. Nel 1876, nel suo viaggio, James Bryce notò che tappeti pregiati e altri prodotti di lana, tessuti sulla costa sud-occidentale del Mar Caspio dai gruppi che i russi chiamavano "tatari", apparivano sui mercati europei sotto il nome di "persiani".
L'enciclopedia "Iranica" descrive la politica industriale dell'Impero Russo nel Caucaso nel XIX secolo, osservando che l'espansione dell'Impero alla fine del secolo aprì il Caucaso all'Occidente, trasformando l'industria locale di tessitura di tappeti in una destinazione di esportazione importante. La zona principale di produzione dei tappeti era situata nella Transcaucasia orientale, a sud delle montagne che attraversano la regione in diagonale; quest'area, ora parte della Repubblica Socialista Sovietica Azera, è la patria della popolazione turca.

### Nostri tempi

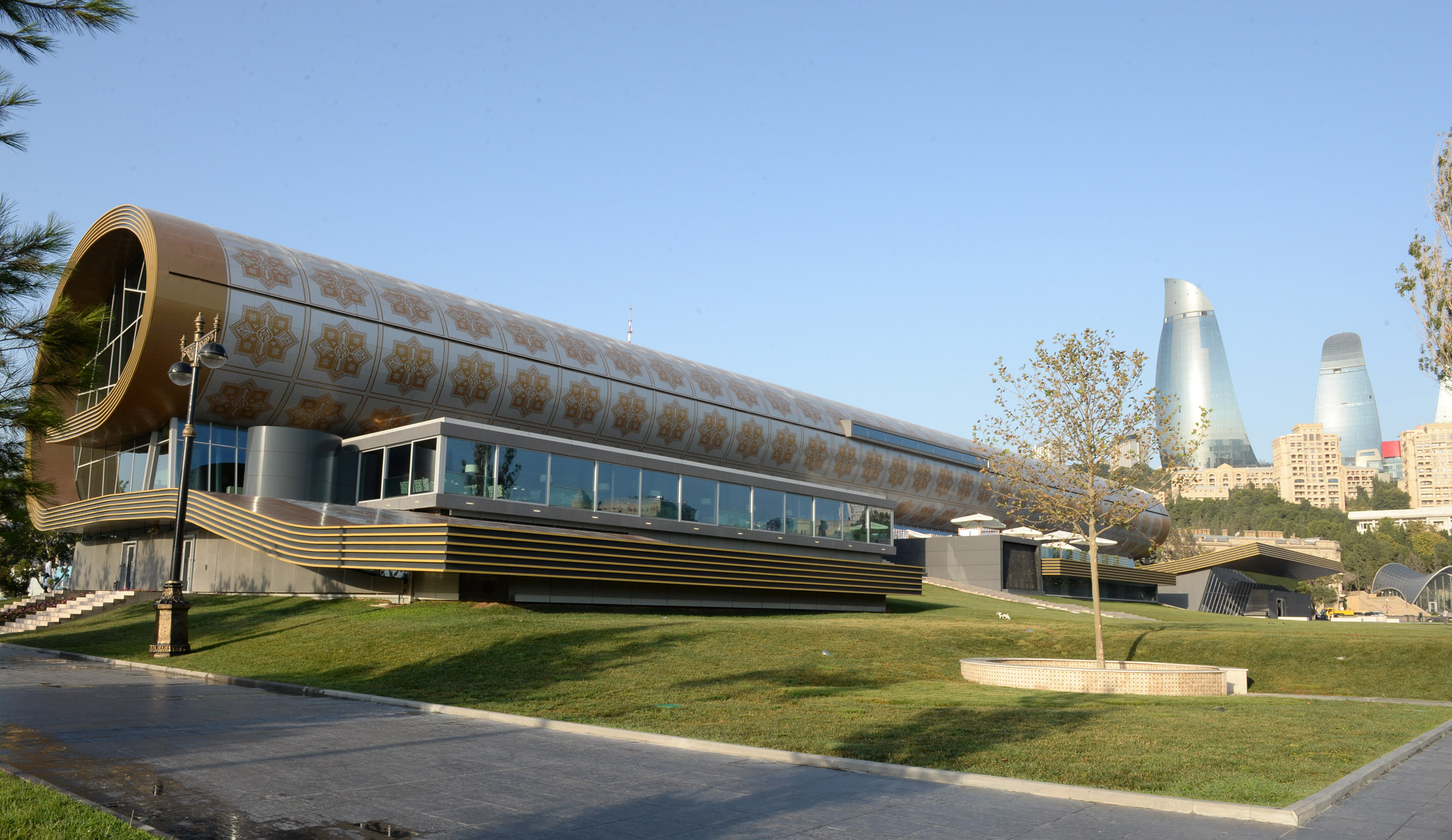
Museo del tappeto a Baku

Alla fine del XX secolo, la tessitura dei tappeti in Azerbaigian è diventata uno dei settori più rilevanti dell'economia. Oggi la produzione di tappeti è in pieno sviluppo in molte regioni dell'Azerbaigian, con oltre 20 grandi e medie imprese di tessitura attive nel paese. In particolare, a Quba, Qusar, Kurdamir, Ganja, Shamakhi, Shirvan, Qazakh, Tovuz, Sheki, Ardebil, Tabriz e Baku, si trova la produzione di tappeti che continua a preservare e sviluppare le tradizioni secolari dell'arte della tessitura. Tra i tappeti moderni dell'Azerbaigian, si annoverano quelli del marchio Azer-Ilme, che hanno partecipato con successo a fiere internazionali tenutesi in città come Atlanta (USA, 1997), Hannover (Germania, 1999) e Mosca (2003). I tappeti prodotti nei centri di Azer-Ilme decorano le collezioni private di numerosi paesi, tra cui Stati Uniti, Germania, Francia, Turchia, Russia, Italia, Australia, Giappone, Svezia, Norvegia e Sudafrica. I tappeti azeri sono stati esposti alla mostra "Azerbaijan: Flying Carpet To Fairy Tale" a Londra nel novembre 2010 e alla cerimonia per il ventesimo anniversario dell'indipendenza dell'Azerbaigian, tenutasi a febbraio 2011 a Parigi.

## Tipi di tappeti

### Ornamentazione

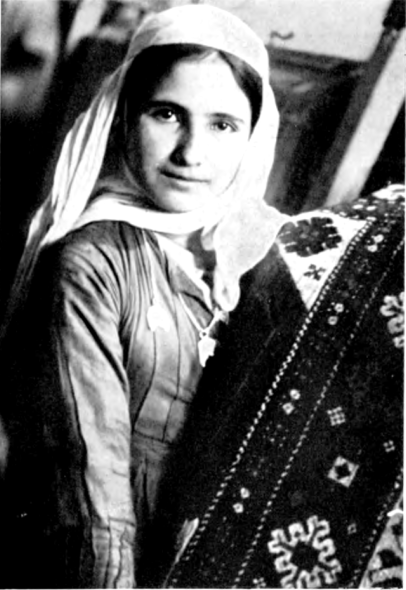
Fabbricante di tappeti Sadykhova da Baku 1934

I tappeti dell'Azerbaigian si distinguono per i loro colori vivaci, con campi dalle tonalità intense. L'ornamentazione dei tappeti azeri varia in base al tipo e alla regione di provenienza. Nei tappeti "Quba", "Shirvan", "Qazakh" e "Zanjan" sono comuni disegni geometrici complessi, con raffigurazioni stilizzate di animali e persone, nonché medaglioni poligonali o stellati lungo l'asse centrale del campo. Al contrario, tappeti come quelli di "Tabriz" e "Karabakh" si caratterizzano per una varietà di ornamenti vegetali, con un'abbondanza di motivi floreali. Il principio estetico del tappeto azero si esprime nella disposizione planare dei "quadri", nel ritmo del disegno, nella tradizionale divisione tra campo centrale e bordi, e nella geometria concisa degli elementi. Secondo il rinomato collezionista e critico d'arte americano Joyce C. Ware, nella decorazione del tappeto azero si riflette un intreccio tra tradizioni turchi, persiane e asiatiche, con influenze provenienti dalle tribù nord-occidentali dell'Iran.

### Forme geometriche
I motivi geometrici sono frequentemente presenti nei tappeti delle scuole "Baku", "Quba", "Qazakh" e "Gəncə". Tra questi, si trovano forme dominanti come la svastica e la stella a otto punte. La svastica risale alle antiche credenze religiose politeistiche, simboleggiando il centro del cielo da cui partono i raggi, disposti a spirale. Questo simbolo rappresenta probabilmente il sole, circondato da costellazioni, o la rappresentazione stilizzata di un vortice di uccelli in volo. La stella ottagonale, posta al centro del tappeto, è spesso incorniciata da figure simboliche di rombi e quadrati. Successivamente, sotto l'influenza della cultura della tessitura dei tappeti di "Tabriz", si sono introdotti elementi vegetali lungo i bordi di tappeti provenienti da altre scuole.

### Simbolismo islamico
Il simbolismo islamico si riflette anche nei disegni dei tappeti azeri. Tra questi si trovano la Mano di Fatima, il beshbarmak (cioè cinque dita), che simboleggiano i cinque comandamenti dell'Islam e le cinque personalità venerate dai musulmani: il profeta Maometto, Ali, Fatima, Hasan e Husayn. Inoltre, l'immagine dell'elemento architettonico islamico "mihrab", la nicchia nel muro delle moschee che indica la direzione della Mecca, è spesso utilizzata come motivo centrale nei tappeti.

### Mondo vegetale
I tappeti "Tabriz" e "Ardebil" si distinguono per un'ornamentazione più ricca e una vasta gamma di colori, dovuti alla loro funzione nelle corti. Gli elementi vegetali che compaiono frequentemente nei tappeti della scuola di "Tabriz" e, successivamente, in alcuni tappeti della scuola di "Karabakh" simboleggiano la celebrazione delle forze naturali e della fertilità. Il disegno principale nella tela centrale di molti tappeti di Tabriz è l'albero della vita, che rappresenta l'abbondanza. Altri tappeti mostrano immagini di giardini con alberi, piante e uccelli, che, secondo le tradizioni musulmane, portano buona fortuna e prosperità. Una variante geometrica dell'"albero della vita" è il simbolo dell'"ancora", che assume la forma di una freccia. Nei tappeti "Herris" dell'era Safavide, questa figura è spesso accompagnata dall'immagine dell'albero mitico "vak-vak", i cui rami, al posto degli uccelli, intrecciano simboliche teste umane. Un altro motivo iconografico molto apprezzato nei tappeti delle scuole "Tabriz" e "Shirvan" è il melograno, simbolo di miracolo naturale, capace di crescere anche in terreni aridi del deserto. Il melograno, venerato durante il regno Sassanide, aveva un ruolo fondamentale nel culto zoroastriano come simbolo del sole. Durante il regno dei Safavidi, il melograno divenne un elemento chiave nelle decorazioni geometriche e nelle miniature. Talvolta veniva rappresentato spaccato, con i singoli grani ben distinti, dimostrando l'abilità del tessitore. Questa innovazione diede origine a una nuova tradizione iconografica nella tessitura dei tappeti. Il melograno fu successivamente integrato nei tappeti di "Tabriz" con l'immagine del "fiore di Shah Abbas", che rappresentava un frutto fiorito. A volte, nei bordi dei tappeti, sono presenti anche l'immagine di una corona di fiori o una vite.

### Mondo animale
Nei tappeti azeri, l'immagine degli uccelli, in particolare quella dell'aquila e del pavone, è molto frequente. L'aquila appare principalmente nei tappeti di corte "Tabriz" e simboleggia il potere e la dignità reale. In seguito, l'immagine dell'aquila divenne anche un talismano protettivo. Il pavone, invece, era associato a divinità solari, e si credeva che l'"occhio di pavone" avesse il potere di proteggere dal disastro imminente. Nei disegni che raffigurano pecore o capre, si può riconoscere l'influenza delle radici nomadi di alcune tribù. Poiché le dimensioni e le capacità tecniche dei tappeti non permettevano di rappresentare interamente gli animali, questi venivano spesso stilizzati, con corna simboliche in forma di "S" nei campi centrali e nei bordi. La stessa forma veniva usata per rappresentare in modo stilizzato il drago (in alcuni tappeti chiamati "tappeti del drago"). L'immagine del drago, destinato a essere un talismano, apparve per la prima volta nei lussuosi tappeti prodotti nelle manifatture del palazzo dell'Azerbaigian nel XVII secolo. Da quel momento, il motivo del drago divenne molto popolare, rimanendo una delle rappresentazioni più comuni nei tappeti fino alla fine del XIX secolo, subendo però significativi cambiamenti stilistici.